# Delphine Renot
Pour les articles homonymes, voir Renot (homonymie).
Delphine Renot née Marie Rosalie Delphine Puvilland le 8 mars 1861 à Bourg-en-Bresse et morte le 25 juillet 1927 à Saint-Maur-des-Fossés,, est une actrice de théâtre et de cinéma française. 

## Biographie
Elle se fait d'abord connaître au théâtre à la fin des années 1890 où elle rencontre un important succès au Théâtre du Château-d'eau et au Théâtre de l'Ambigu. Elle joue aussi au Théâtre du Palais-Royal et au Théâtre de la Porte-Saint-Martin et tient le rôle en 1909 de Marfa Strogoff dans la pièce Michel Strogoff représentée au Théâtre du Châtelet. C'est peut-être dans ce cadre qu'elle rencontre Michel Verne qui l'engage en 1919 dans son film La Destinée de Jean Morénas où elle joue le personnage de Madame Morénas. 
Delphine Renot tourne régulièrement à Bruxelles et à travers la France lors de nombreuses tournées. Elle reçoit alors de la presse de forts élogieuses critiques. 
Membre de la troupe du Théâtre impérial de Saint-Pétersbourg, elle tient de nombreux premiers rôles de 1900 à 1913 tels dans Madame Sans-Gène, L'Arlésienne ou L'Affaire des poisons. 
« Delphine Renot, universellement appréciée, si follement amusante, si extraordinaire de drôlerie dans La Bonne Hôtelière ».
En 1913 elle pose aux côtés de Caroline Otero, d'Ève Lavallière et de Mistinguett en Autriche lors d'un concours de beauté avec leur animal de compagnie. 
Au cinéma, elle apparaît brièvement de 1909 à 1918. Elle apparaît ainsi dans le premier épisode des Misérables d'Albert Capellani en 1912 dans le rôle de Mme Thénardier ainsi que dans divers films muets durant la guerre. En 1915, elle tourne sous la direction de Louis Feuillade dans Les Vampires, avec Yvette Andreyor. 
Morte à l'âge de 66 ans, Delphine Renot était divorcée de l'acteur Jean-Joseph Renot depuis décembre 1902 et remariée au mime-comédien Jean Jacquinet depuis août 1905.

## Filmographie
- 1909 : La Rente viagère de Georges Monca et Armand Numès
- 1909 : Les Deux Orphelines de Georges Monca : Mère Frochard
- 1909 : Le Concert de Théodore de Georges Monca
- 1909 : Le Fils du saltimbanque (réalisateur inconnu)
- 1909 : Mariage à l'espagnole de Michel Carré
- 1910 : Le Caprice du vainqueur d'Henri Andréani et Ferdinand Zecca
- 1911 : La Peau de l'ours de Léonce Perret
- 1911 : L'Une pour l'autre (ou Sœurs de lait) de Georges Denola
- 1912 : La Grève des domestiques de Léonce Perret
- 1912 : Les Mystères de Paris d'Albert Capellani
- 1912 : Max reprend sa liberté de Max Linder : la belle-mère
- 1913 : Les Exploits de Rocambole de Georges Denola
- 1913 : Les Millions de la bonne de Louis Feuillade : la Fleur-de-Nave
- 1913 : Le geste qui accuse de Brada : Francine
- 1913 : Les Misérables  d'Albert Capellani : Madame Thénardier
- 1914 : Rocambole et l'Héritage du marquis de Morfontaine de Georges Denola
- 1914 : Sainte-Odile de Gaston Ravel
- 1914 : La Jeunesse de Rocambole de Georges Denola
- 1914 : Rigadin Cendrillon  de Georges Monca
- 1914 : La Famille Boléro de Georges Monca et Charles Prince
- 1914 : L'Hôtel de la gare de Louis Feuillade
- 1915 : Le Trophée du zouave de Gaston Ravel
- 1915 : Les Noces d'argent de Louis Feuillade
- 1915 : Le Sosie de Louis Feuillade
- 1915 : L'Escapade de Filoche de Louis Feuillade : Mélanie
- 1915-1916 : Les Vampires de Louis Feuillade : la mère de Guérande
- 1916 : Le Colonel Bontemps de Louis Feuillade
- 1917 : La Fugue de Lily de Louis Feuillade
- 1918 : Française malgré tout (réalisateur inconnu)
- 1919 : La Destinée de Jean Morénas : Mme Morénas

## Théâtre
- 1898 : La Bande à Fifi, de Maurice Varret et Gardel-Hervé : Alliette
- 1905 : Nono de Sacha Guitry : Madame Weiss
- 1906 : La Maison des juges de Gaston Leroux : Mme Lambert